# ديابلو 4
ديابلو 4 (بالإنجليزية: Diablo IV)‏ هي لعبة أكشن تقمص الأدوار قادمة من تطوير شركة بليزارد إنترتينمنت تم الإعلان عنها في 2019 بأنها ستكون متوفرة على أجهزة الويندوز،بلاي ستيشن 4 وإكس بوكس ون.

## روابط خارجية
ديابلو 4 على موقع IMDb (الإنجليزية)